# Scolopendra gigantea
Scolopendra gigantea és una espècie de miriàpode de la classe dels quilòpodes. Viu a Veneçuela (inclosa l'illa Margarita), Costa Rica, Colòmbia, República Dominicana, Mèxic i les illes de Trinidad, Jamaica, Aruba, Nicaragua, Puerto Rico i Curaçao. És el major representant del gènere Scolopendra, ja que pot arribar a longituds de 26 cm i pot superar 30 cm.
El seu verí és potent i tòxic pels humans produint una inflamació severa, calfreds, febre i debilitat. Però, malgrat ser dolorosa, la seva mossegada rarament és mortal pels éssers humans. A Veneçuela s'ha documentat la mort d'un nen per la seva mossegada.